# Fordingbridge
Fordingbridge (5 700 ab. ca.) è una cittadina con status di parrocchia civile dell'Inghilterra sud-orientale, facente parte della contea dell'Hampshire e del distretto di New Forest e situata lungo il margine nord-occidentale del New Forest National Park. e lungo il corso del fiume Avon.
In origine chiamata Forde, assunse il nome attuale con la costruzione, nel XIII secolo, di un ponte (in inglese: bridge) sul fiume Avon.

## Geografia fisica

### Collocazione
Fordingbridge è situata nella parte sud-occidentale della contea dell'Hampshire, al confine (rispettivamente orientale/nord-orientale e meridionale) con le contee del Dorset e del Wiltshire e si trova tra Salisbury e Bournemouth (rispettivamente a sud della prima e a nord della seconda), a circa 45 km ad ovest di Southampton.

## Società

### Evoluzione demografica
Al censimento del 2001, Fordingbridge contava una popolazione di 5 694 abitanti.

## Edifici e luoghi d'interesse
- Ponte sul fiume Avon (XIII secolo)[3]
- Chiesa di Santa Maria (St Mary's Church, XIII secolo)[3]
- Villaggio di Rockbourne, a nord-est della città[3]

## Amministrazione

### Gemellaggi
- Vimoutiers[6]